# Dụng cụ quang học
Thiết bị quang học hay dụng cụ quang học (tiếng Anh: Optical instrument) là thiết bị xử lý sóng ánh sáng để phóng to hình ảnh hoặc phân tích sóng ánh sáng (hoặc photon) để xác định một trong số các tính chất đặc trưng.

## Phóng to hình ảnh

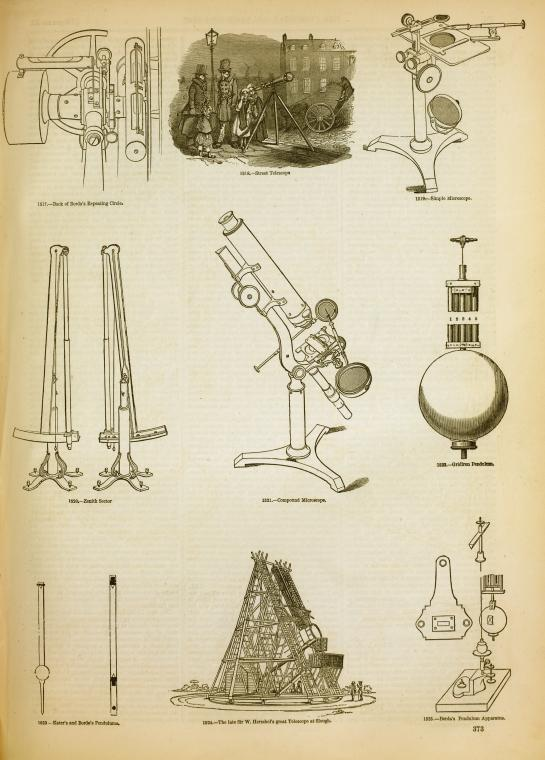
Một minh họa về một số thiết bị quang học có sẵn cho công việc phòng thí nghiệm ở Anh vào năm 1858.

Các dụng cụ quang học đầu tiên đã được sử dụng là các loại thấu kính để giúp phóng to kích thước của các vật thể (như kính lúp), hay để điều chỉnh tầm nhìn cho thích hợp cho những người bị tật khúc xạ như kính mắt với kính cận thị hoặc kính viễn thị. Bằng chứng đầu tiên mô tả về một dụng cụ giúp phóng to hình ảnh là thấu kính Aristophanes ở năm 424 trước công nguyên, dụng cụ được mô tả là một quả cầu thủy tinh chứa đầy nước có khả năng đọc bất cứu lá thư nào mà không cần biết chữ viết của nó nhỏ và mờ bao nhiêu. Triết gia Roger Bacon đã mô tả các đặc tính của kính lúp vào thế kỷ 13, và kính mắt (cho người bị tật khúc xạ) cũng được phát triển vào thể kỷ 13 tại Ý.
Kính viễn vọng được sử dụng để phóng đại hình ảnh ở xa và kính hiển vi được sử dụng để phóng đại hình ảnh rất nhỏ. Kể từ thời Galileo và Van Leeuwenhoek, những công cụ này đã được cải tiến rất nhiều và mở rộng sang các phần khác của phổ điện từ. Ống nhòm là một thiết bị thường nhỏ gọn cho cả hai mắt được thiết kế để sử dụng di động. Máy ảnh cũng có thể được coi là một loại thiết bị quang học, với máy ảnh pinhole và máy ảnh tối là những ví dụ rất đơn giản của các thiết bị như vậy.

## Phân tích đặc tính sóng - hạt của ánh sáng
Một loại dụng cụ quang học khác được sử dụng để phân tích các tính chất của vật liệu ánh sáng hoặc quang học. Chúng bao gồm:
- Giao thoa kế để đo tính chất giao thoa của sóng ánh sáng
- Quang kế để đo cường độ ánh sáng
- Phân cực kế để đo độ tán sắc hoặc độ quay của ánh sáng phân cực
- Phản xạ để đo hệ số phản xạ của một bề mặt hoặc đối tượng
- Khúc xạ kế để đo chỉ số khúc xạ của các vật liệu khác nhau, được phát minh bởi Ernst Abbe
- Máy quang phổ hoặc bộ đơn sắc để tạo hoặc đo một phần phổ quang học, nhằm mục đích phân tích hóa học hoặc vật liệu
- Autocollimator được sử dụng để đo độ lệch góc
- Nhiệt kế được sử dụng để xác định công suất khúc xạ của thấu kính như kính, kính áp tròng và kính lúp

Bộ giải mã DNA có thể được coi là dụng cụ quang học khi chúng phân tích màu sắc và cường độ ánh sáng phát ra từ một fluorochrom gắn với một nucleotide cụ thể của chuỗi DNA.
Các dụng cụ dựa trên cộng hưởng plasmon bề mặt sử dụng khúc xạ kế để đo và phân tích các tương tác sinh học.

## Các thiết bị quang học khác
- Bộ điều khiển phân cực
- Máy ảnh
- Magic lantern